# Заставновская городская община
Заставновская городская община (укр. Заставнівська міська громада) — территориальная община в Черновицком районе Черновицкой области Украины.
Административный центр — город Заставна.
Население составляет 9393 человека. Площадь — 85,2 км².
В соответствии с распоряжением Кабинета Министров Украины от 12 июня 2020 года, в состав общины вошла территория Заставновского городского совета, а также Вербовецкого и Малокучуровского сельских советов упразднённого Заставновского района

## Населённые пункты
В состав общины входят 1 город и 2 села:
- Город Заставна
- Вербовецкий старостинский округ:
  - Вербовцы
- Малокучуровский старостинский округ:
  - Малый Кучуров